# Llista d'asteroides/75501–75600
| Nom           | Designació provisional | Data de descobriment | Lloc de descobriment | Descobridor/s         |
| ------------- | ---------------------- | -------------------- | -------------------- | --------------------- |
| 75501 -       | 1999 XB185             | 12 de desembre, 1999 | Socorro              | LINEAR                |
| 75502 -       | 1999 XZ185             | 12 de desembre, 1999 | Socorro              | LINEAR                |
| 75503 -       | 1999 XX186             | 12 de desembre, 1999 | Socorro              | LINEAR                |
| 75504 -       | 1999 XK189             | 12 de desembre, 1999 | Socorro              | LINEAR                |
| 75505 -       | 1999 XC192             | 12 de desembre, 1999 | Socorro              | LINEAR                |
| 75506 -       | 1999 XW193             | 12 de desembre, 1999 | Socorro              | LINEAR                |
| 75507 -       | 1999 XO195             | 12 de desembre, 1999 | Socorro              | LINEAR                |
| 75508 -       | 1999 XV196             | 12 de desembre, 1999 | Socorro              | LINEAR                |
| 75509 -       | 1999 XL197             | 12 de desembre, 1999 | Socorro              | LINEAR                |
| 75510 -       | 1999 XO198             | 12 de desembre, 1999 | Socorro              | LINEAR                |
| 75511 -       | 1999 XS200             | 12 de desembre, 1999 | Socorro              | LINEAR                |
| 75512 -       | 1999 XW202             | 12 de desembre, 1999 | Socorro              | LINEAR                |
| 75513 -       | 1999 XY202             | 12 de desembre, 1999 | Socorro              | LINEAR                |
| 75514 -       | 1999 XD203             | 12 de desembre, 1999 | Socorro              | LINEAR                |
| 75515 -       | 1999 XM203             | 12 de desembre, 1999 | Socorro              | LINEAR                |
| 75516 -       | 1999 XV203             | 12 de desembre, 1999 | Socorro              | LINEAR                |
| 75517 -       | 1999 XY203             | 12 de desembre, 1999 | Socorro              | LINEAR                |
| 75518 -       | 1999 XE205             | 12 de desembre, 1999 | Socorro              | LINEAR                |
| 75519 -       | 1999 XM205             | 12 de desembre, 1999 | Socorro              | LINEAR                |
| 75520 -       | 1999 XN205             | 12 de desembre, 1999 | Socorro              | LINEAR                |
| 75521 -       | 1999 XO206             | 12 de desembre, 1999 | Socorro              | LINEAR                |
| 75522 -       | 1999 XW206             | 12 de desembre, 1999 | Socorro              | LINEAR                |
| 75523 -       | 1999 XX206             | 12 de desembre, 1999 | Socorro              | LINEAR                |
| 75524 -       | 1999 XA207             | 12 de desembre, 1999 | Socorro              | LINEAR                |
| 75525 -       | 1999 XQ209             | 13 de desembre, 1999 | Socorro              | LINEAR                |
| 75526 -       | 1999 XV211             | 13 de desembre, 1999 | Socorro              | LINEAR                |
| 75527 -       | 1999 XY213             | 14 de desembre, 1999 | Socorro              | LINEAR                |
| 75528 -       | 1999 XC214             | 14 de desembre, 1999 | Socorro              | LINEAR                |
| 75529 -       | 1999 XF215             | 14 de desembre, 1999 | Socorro              | LINEAR                |
| 75530 -       | 1999 XA218             | 13 de desembre, 1999 | Kitt Peak            | Spacewatch            |
| 75531 -       | 1999 XL218             | 13 de desembre, 1999 | Kitt Peak            | Spacewatch            |
| 75532 -       | 1999 XN220             | 13 de desembre, 1999 | Socorro              | LINEAR                |
| 75533 -       | 1999 XM226             | 14 de desembre, 1999 | Kitt Peak            | Spacewatch            |
| 75534 -       | 1999 XM227             | 15 de desembre, 1999 | Kitt Peak            | Spacewatch            |
| 75535 -       | 1999 XG228             | 14 de desembre, 1999 | Kitt Peak            | Spacewatch            |
| 75536 -       | 1999 XB230             | 7 de desembre, 1999  | Anderson Mesa        | LONEOS                |
| 75537 -       | 1999 XN230             | 7 de desembre, 1999  | Anderson Mesa        | LONEOS                |
| 75538 -       | 1999 XV230             | 7 de desembre, 1999  | Catalina             | CSS                   |
| 75539 -       | 1999 XY232             | 12 de desembre, 1999 | Socorro              | LINEAR                |
| 75540 -       | 1999 XJ233             | 3 de desembre, 1999  | Anderson Mesa        | LONEOS                |
| 75541 -       | 1999 XY234             | 3 de desembre, 1999  | Anderson Mesa        | LONEOS                |
| 75542 -       | 1999 XN237             | 5 de desembre, 1999  | Catalina             | CSS                   |
| 75543 -       | 1999 XY241             | 13 de desembre, 1999 | Catalina             | CSS                   |
| 75544 -       | 1999 XN248             | 6 de desembre, 1999  | Socorro              | LINEAR                |
| 75545 -       | 1999 XS251             | 9 de desembre, 1999  | Kitt Peak            | Spacewatch            |
| 75546 -       | 1999 XC256             | 6 de desembre, 1999  | Socorro              | LINEAR                |
| 75547 -       | 1999 XV257             | 7 de desembre, 1999  | Socorro              | LINEAR                |
| 75548 -       | 1999 XG259             | 8 de desembre, 1999  | Socorro              | LINEAR                |
| 75549 -       | 1999 XL260             | 8 de desembre, 1999  | Socorro              | LINEAR                |
| 75550 -       | 1999 YT1               | 16 de desembre, 1999 | Socorro              | LINEAR                |
| 75551 -       | 1999 YL4               | 27 de desembre, 1999 | Farpoint             | G. Hug, G. Bell       |
| 75552 -       | 1999 YO5               | 28 de desembre, 1999 | Socorro              | LINEAR                |
| 75553 -       | 1999 YQ6               | 30 de desembre, 1999 | Socorro              | LINEAR                |
| 75554 -       | 1999 YD12              | 27 de desembre, 1999 | Kitt Peak            | Spacewatch            |
| 75555 -       | 1999 YW14              | 31 de desembre, 1999 | Piszkéstető          | K. Sárneczky, L. Kiss |
| 75556 -       | 1999 YT15              | 31 de desembre, 1999 | Kitt Peak            | Spacewatch            |
| 75557 -       | 1999 YK17              | 31 de desembre, 1999 | Kitt Peak            | Spacewatch            |
| 75558 -       | 1999 YE18              | 30 de desembre, 1999 | Anderson Mesa        | LONEOS                |
| 75559 -       | 1999 YJ18              | 18 de desembre, 1999 | Socorro              | LINEAR                |
| 75560 -       | 1999 YN22              | 31 de desembre, 1999 | Anderson Mesa        | LONEOS                |
| 75561 -       | 1999 YR22              | 31 de desembre, 1999 | Anderson Mesa        | LONEOS                |
| 75562 -       | 1999 YV22              | 31 de desembre, 1999 | Catalina             | CSS                   |
| 75563 -       | 1999 YA23              | 30 de desembre, 1999 | Anderson Mesa        | LONEOS                |
| 75564 Audubon | 2 de gener, 2000       | Fountain Hills       | C. W. Juels          |                       |
| 75565 -       | 2000 AY                | 2 de gener, 2000     | Kitt Peak            | Spacewatch            |
| 75566 -       | 2000 AZ                | 2 de gener, 2000     | Kitt Peak            | Spacewatch            |
| 75567 -       | 2000 AK1               | 2 de gener, 2000     | Socorro              | LINEAR                |
| 75568 -       | 2000 AR1               | 2 de gener, 2000     | Višnjan Observatory  | K. Korlević           |
| 75569 -       | 2000 AD2               | 2 de gener, 2000     | Gnosca               | S. Sposetti           |
| 75570 -       | 2000 AP4               | 1 de gener, 2000     | Piszkéstető          | K. Sárneczky, L. Kiss |
| 75571 -       | 2000 AT4               | 3 de gener, 2000     | Powell               | Powell                |
| 75572 -       | 2000 AO6               | 4 de gener, 2000     | Prescott             | P. G. Comba           |
| 75573 -       | 2000 AE8               | 2 de gener, 2000     | Socorro              | LINEAR                |
| 75574 -       | 2000 AZ8               | 2 de gener, 2000     | Socorro              | LINEAR                |
| 75575 -       | 2000 AQ9               | 2 de gener, 2000     | Socorro              | LINEAR                |
| 75576 -       | 2000 AA10              | 3 de gener, 2000     | Socorro              | LINEAR                |
| 75577 -       | 2000 AD11              | 3 de gener, 2000     | Socorro              | LINEAR                |
| 75578 -       | 2000 AV11              | 3 de gener, 2000     | Socorro              | LINEAR                |
| 75579 -       | 2000 AS12              | 3 de gener, 2000     | Socorro              | LINEAR                |
| 75580 -       | 2000 AF13              | 3 de gener, 2000     | Socorro              | LINEAR                |
| 75581 -       | 2000 AN13              | 3 de gener, 2000     | Socorro              | LINEAR                |
| 75582 -       | 2000 AV13              | 3 de gener, 2000     | Socorro              | LINEAR                |
| 75583 -       | 2000 AR14              | 3 de gener, 2000     | Socorro              | LINEAR                |
| 75584 -       | 2000 AX14              | 3 de gener, 2000     | Socorro              | LINEAR                |
| 75585 -       | 2000 AU15              | 3 de gener, 2000     | Socorro              | LINEAR                |
| 75586 -       | 2000 AZ15              | 3 de gener, 2000     | Socorro              | LINEAR                |
| 75587 -       | 2000 AK16              | 3 de gener, 2000     | Socorro              | LINEAR                |
| 75588 -       | 2000 AQ16              | 3 de gener, 2000     | Socorro              | LINEAR                |
| 75589 -       | 2000 AX16              | 3 de gener, 2000     | Socorro              | LINEAR                |
| 75590 -       | 2000 AH17              | 3 de gener, 2000     | Socorro              | LINEAR                |
| 75591 -       | 2000 AN18              | 3 de gener, 2000     | Socorro              | LINEAR                |
| 75592 -       | 2000 AH19              | 3 de gener, 2000     | Socorro              | LINEAR                |
| 75593 -       | 2000 AT19              | 3 de gener, 2000     | Socorro              | LINEAR                |
| 75594 -       | 2000 AN21              | 3 de gener, 2000     | Socorro              | LINEAR                |
| 75595 -       | 2000 AM22              | 3 de gener, 2000     | Socorro              | LINEAR                |
| 75596 -       | 2000 AA23              | 3 de gener, 2000     | Socorro              | LINEAR                |
| 75597 -       | 2000 AS23              | 3 de gener, 2000     | Socorro              | LINEAR                |
| 75598 -       | 2000 AY23              | 3 de gener, 2000     | Socorro              | LINEAR                |
| 75599 -       | 2000 AG24              | 3 de gener, 2000     | Socorro              | LINEAR                |
| 75600 -       | 2000 AQ27              | 3 de gener, 2000     | Socorro              | LINEAR                |